# فرنسيسكو ألاركون
فرنسيسكو ألاركون (بالإسبانية: Francisco Alarcón)‏ هو لاعب كرة قدم تشيلي، ولد في 25 فبراير 1990 في سانتياغو في تشيلي. شارك مع منتخب تشيلي لكرة القدم. أما مع النوادي، فقد لعب مع إيفرتون دي فينا ديل مار وسان مارتين دي سان خوان ونادي بالستينو ويونيون إسبانيولا.

## وصلات خارجية
- فرنسيسكو ألاركون على موقع قاعدة بيانات كرة القدم.إي يو (الإنجليزية)
- فرنسيسكو ألاركون على موقع Soccerway.com (الإنجليزية)
- فرنسيسكو ألاركون على موقع عالم كرة القدم.نت (الإنجليزية)